# Oara Uchôa
Oara Uchôa Assunção (Fortaleza, 2 de julho de 1995) é uma basquetebolista paralímpica brasileira.

## Carreira
Na infância, o sonho de Oara era "vestir a camisa da seleção de futebol", e tinha como inspiração a futebolista Marta. Ela treinava futebol com seus primos. Aos 11 anos, no entanto, Oara caiu de sua bicicleta quando voltava da escola. Com muitas dores e um ferimento na perna esquerda que não se curava, ela foi diagnosticada com osteossarcoma, um tumor maligno que tem pico de incidência em jovens entre as idades de 10 e 25 anos e aparece, no geral, em lugares onde os ossos se desenvolvem mais rapidamente, na fase de crescimento. Oara relata que sentia febre à noite e sua perna começou a inchar, e disse que precisou passar por cinco médicos antes de ser diagnosticada com o câncer. Oara passou por cirurgia, que removeu o tumor, e passou por sessões de quimioterapia. Entretanto, o câncer retornou após seis meses. Segundo o médico, ela teria que amputar a perna se quisesse continuar viva.
Oara, que então tinha 13 anos, amputou a perna, e passou cerca de quatro anos longe da escola: dois por conta do tratamento e dois por medo do que as crianças iriam pensar. Oara relatou muitas dificuldades para se adaptar à nova vida, e disse que não gostava de sair de casa por vergonha do que outras pessoas pensariam dela ao vê-la. O apoio de sua família foi fundamental nesse período.
Até então, Oara não sabia da existência de esportes adaptados para pessoas deficientes. Quando conheceu as modalidades, decidiu ir para a natação. A natação foi porta de entrada para o esporte adaptado na vida de Oara, e os exercícios na água ajudavam no equilíbrio e na socialização. Apesar da trajetória curta no esporte, em apenas dois meses praticando-o, foi medalha de ouro no revezamento 4x50, prata nos 50 metros livres e bronze nos 100 metros livres. Em uma competição em Natal em 2014, conheceu Lídio Andrade, que mais tarde se tornou treinador da atleta no Fortaleza Esporte Clube e integrante da comissão técnica da Seleção Brasileira de basquete em cadeira de rodas feminino. A seu convite, começou a treinar basquete e, em 2015, também por seu intermédio, entrou para a Adesul (Associação D’eficiência Superando Limites). Enquanto membra da Adesul, treinou handebol e participou de algumas competições do esporte, mas percebeu que preferia o basquete.
Em 2017, ganhou bronze na Copa das Américas e ouro no Campeonato Sul-Americano. Em agosto de 2019, entrou para o Fortaleza Esporte Clube e foi convocada para a seleção brasileira de basquete em cadeira de rodas, para participar da sexta edição dos Jogos Parapan-Americanos, sediados em Lima, no Peru. O campeonato se encerrou no dia 1 de setembro, e Uchôa ganhou a medalha de bronze.
Em julho de 2021, foi convocada pela seleção brasileira feminina de basquete em cadeira de rodas. Em julho de 2022, jogando pela seleção, conquistou a medalha de bronze na Copa América, assegurando uma vaga para o Mundial, que ocorreu em junho de 2023 em Dubai, Emirados Árabes Unidos. No entanto, a seleção não venceu o Mundial.

## Títulos
Ouro
- Campeonato Sul-Americano, no Peru, em 2017[2]

Bronze
- Jogos Parapan-Americanos: 2019[2]
- Copa das Américas: 2017,[2] 2022[1]